# Anna van Sint-Bartholomeüs

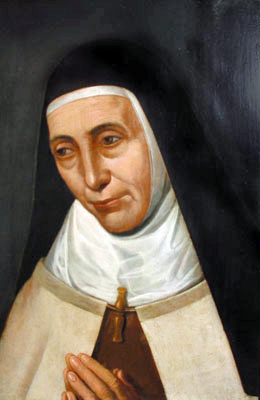
Anna van Sint-Bartholomeüs

Anna van Sint-Bartholomeüs (Spaans: Ana de San Bartolomé), de kloosternaam van Ana García Manzanas (1 oktober 1550 – 7 juni 1626) was a Spaans lid van de Ongeschoeide Karmelietessen. Ze droeg bij aan de oprichting van nieuwe karmelietessenkloosters in Frankrijk en de Lage Landen. Anna had soms conflicten met haar oversten bij de oprichting van nieuwe kloosters en door het vasthouden aan haar positie als priores. Later vestigde ze zich in de Spaanse Nederlanden waar ze een klooster oprichtte waar ze bleef tot aan haar dood. Anna was ook een vertrouweling van de heilige Theresia van Ávila, die in haar armen stierf in 1582. Paus Clemens XII erkende haar als eerbiedwaardig op 29 juni 1735 en later, op 6 mei 1917 volgde haar zaligverklaring door paus Benedictus XV.  

## Leven
Ana García Manzanas werd geboren in de Spaanse provincie Toledo op 1 oktober 1550 als het zevende kind van begoede en vrome boeren. Als kind gaf ze haar eten aan bedelaars en wandelde ze vaak op blote voeten. Haar moeder stierf in 1559 en haar vader in 1560. Haar oudere broers wilden haar laten trouwen, maar Ana zag meer in een toekomst als kloosterling, een roeping die op veel weerstand van familieleden botste. Haar broers vreesden dat ze snel de brui zou geven aan het strenge kloosterregime en zo de familie in diskrediet zou brengen. Ana ervaarde visioenen en verschijningen en die haar sterkten in haar wens. 
Uiteindelijk sloot Ana zich op 2 november 1570 aan bij de Ongeschoeide Karmelietessen als buitenzuster, het eerste seculier lid dat de stichtster van de orde, Theresia van Ávila, aannam. Op 15 augustus 1572 sprak ze haar geloften uit. Het volgende decennium wijdde ze zich aan de ziekenzorg. Vanuit die hoedanigheid werd Theresia aan haar zorg toevertrouwd toen die haar arm had gebroken in 1577. Anna werd sindsdien haar toegewijde vriendin, assistent en verzorgster. Theresia stierf in Ana's armen op 4 oktober 1582.
Na de dood van Theresia keerde Ana terug naar Ávila, waar ze bijdroeg aan de oprichting van een klooster in Ocana (1595). Ana was een van de zeven zusters die uitverkoren werd om de orde te introduceren in Frankrijk op 15 oktober 1604. De Franse oversten wensten Ana als priores naar Pontoise te sturen. Dit zou betekenen dat ze aan haar status van buitenzuster zou moeten verzaken om een slotzuster te worden, tot groot ongenoegen van haar gezellen. Zoals opgedragen door Theresia, bood Ana geen weerstand.
Ana was priores in Pontoise van januari tot september 1605 en trad later op in diezelfde rol in Parijs van oktober 1605 tot april 1608 en in Tours van mei 1608 tot 1611. In deze periode lag ze vaak in conflict met haar oversten. Na een visioen trok ze naar Antwerpen waar ze een klooster oprichtte op 27 oktober 1612, dat ze bestuurde tot aan haar dood op 7 juni 1626. Tot tweemaal toe droeg ze bij aan het uit protestantse handen houden van de stad Antwerpen.

## Zaligverklaring
In 1632 verschenen een vertaling van een autobiografie van Ana en ook een biografie van de hand van Elias a Sancta Teresia, een mannelijk lid van de pas opgerichte orde van de Ongeschoeide Karmelieten in Antwerpen. Dit laatste werk werd heruitgegeven in 1733 en kort nadien, op 29 juni 1735, bevestigde paus Clemens XII dat Ana een leven van heldhaftige deugd had geleid. Dit leverde haar de titel van Eerbiedwaardige op. Aan Ana werden twee mirakels toegekend, met name de genezing van vader Leopold van Sint-Johannes-de-Doper van een chronisch abces en hersenvliesontsteking en van de genezing van de Franse koningin Maria de' Medici van een aanslepende en ernstige vorm van buiktyfus. Na een grondig onderzoek van deze wonderen verklaarde paus Benedictus XV haar zalig op 6 mei 1917.